# آرکنسی
آرکنسی (به فرانسوی: Arconcey) یک کمون در فرانسه با جمعیت ۲۰۱ نفر است که در Canton of Pouilly-en-Auxois واقع شده‌است.

## نگارخانه

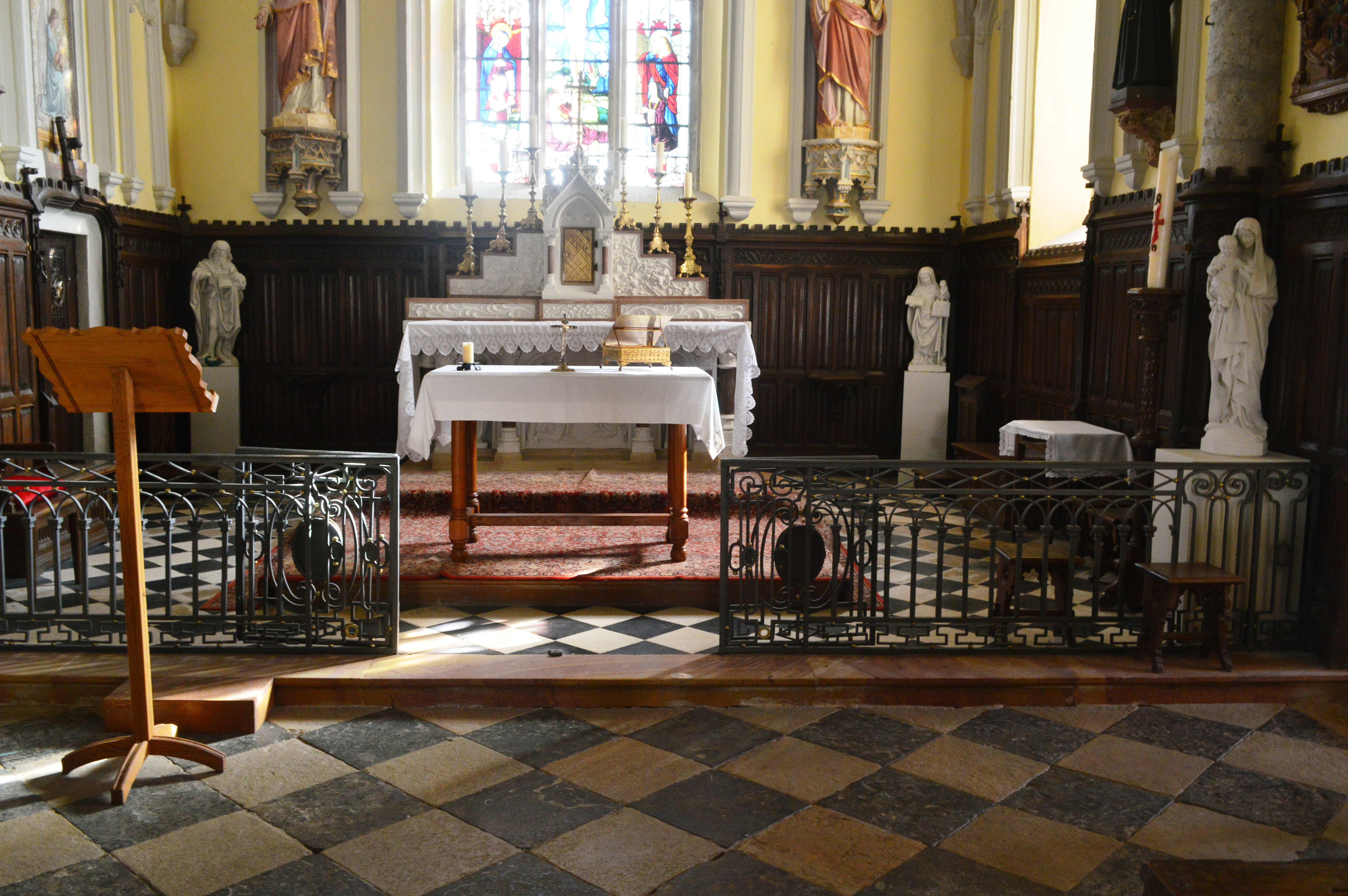
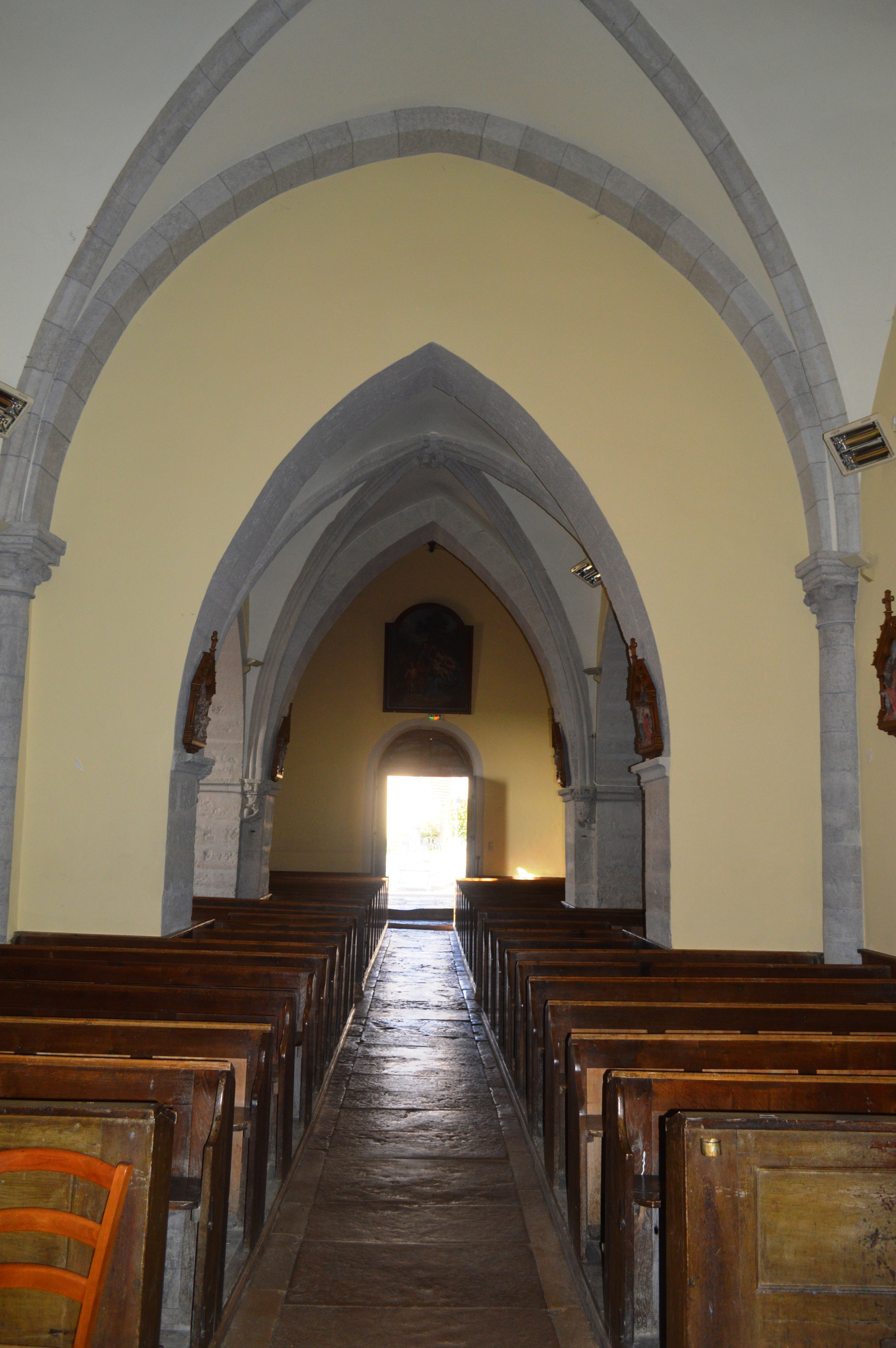
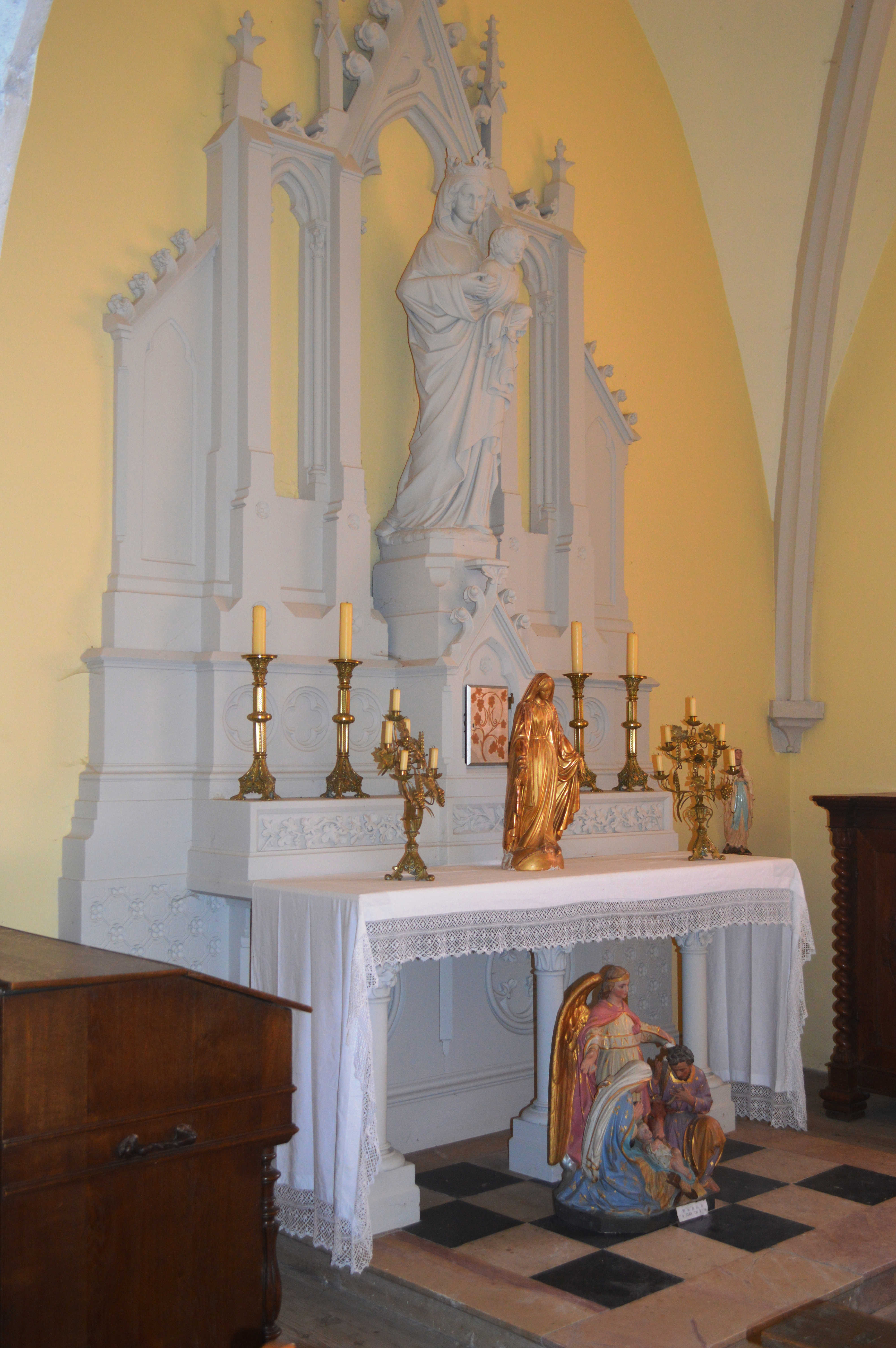
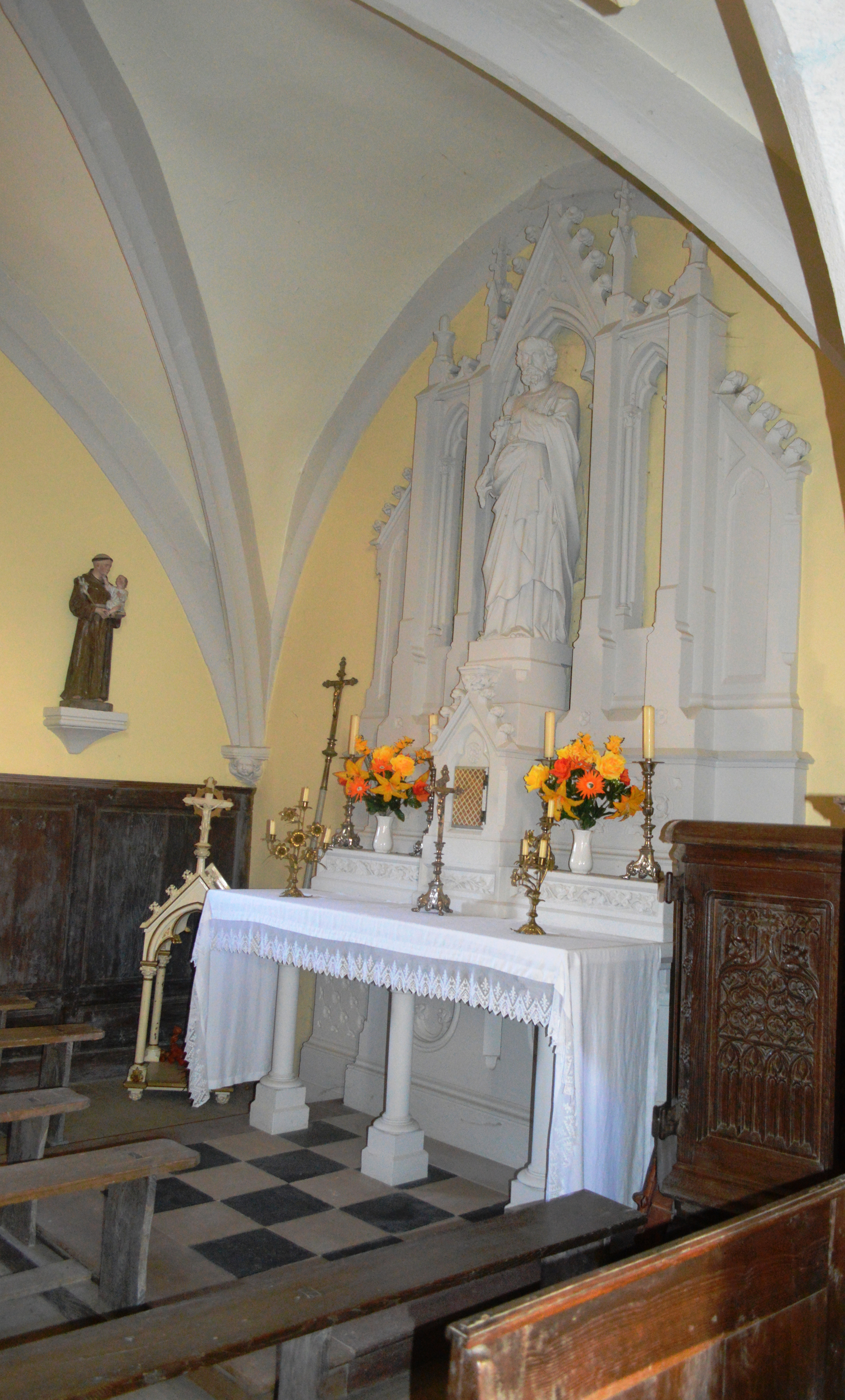
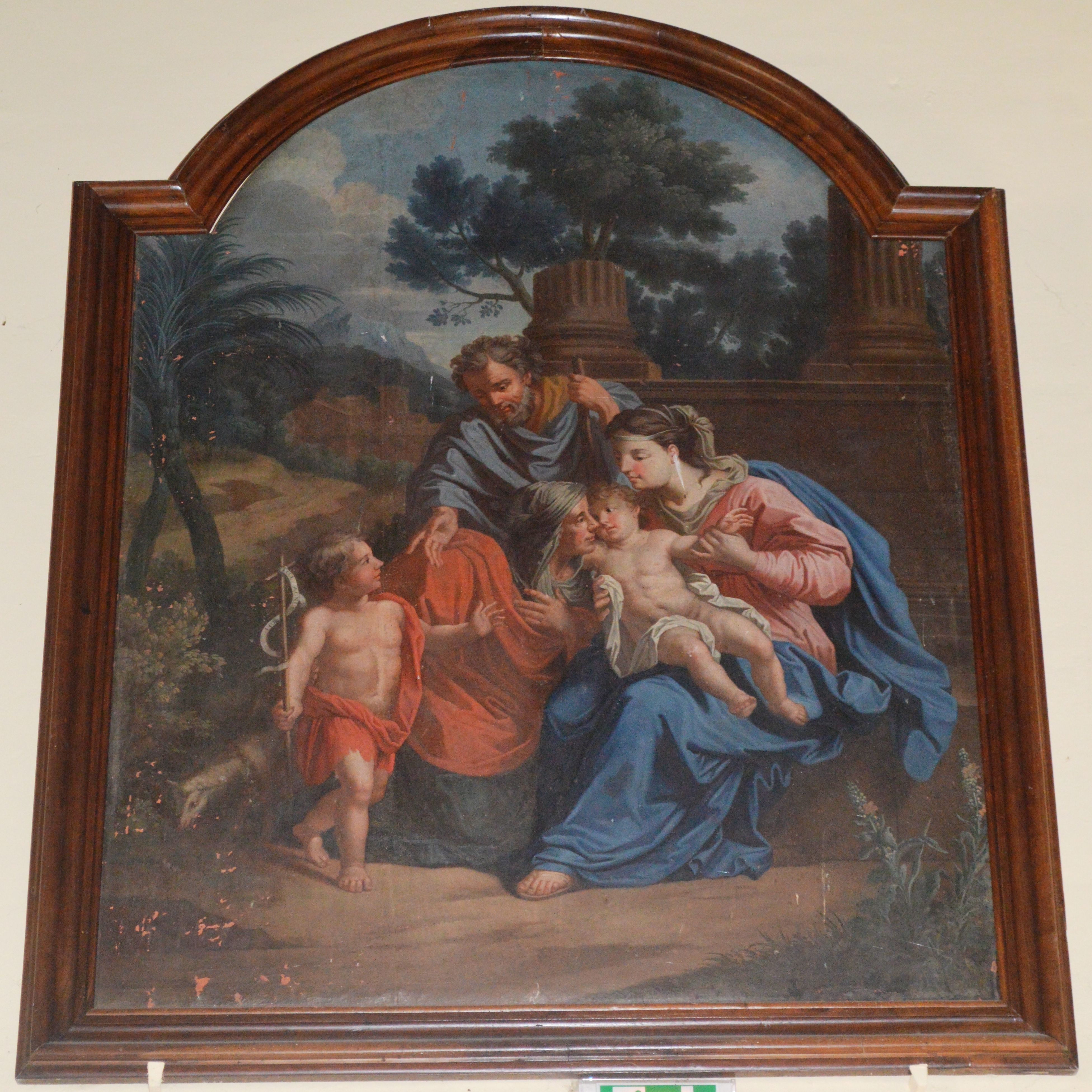
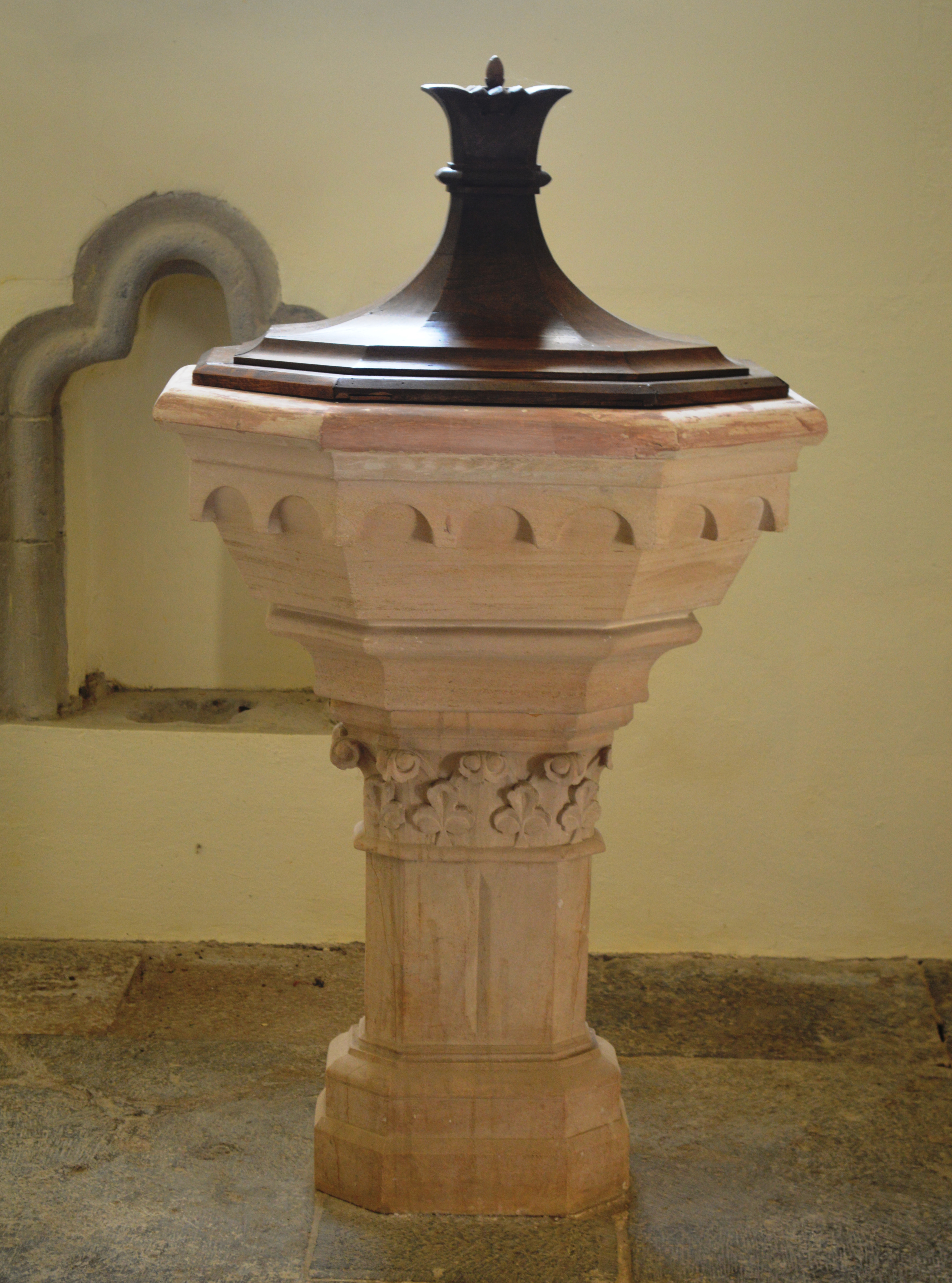
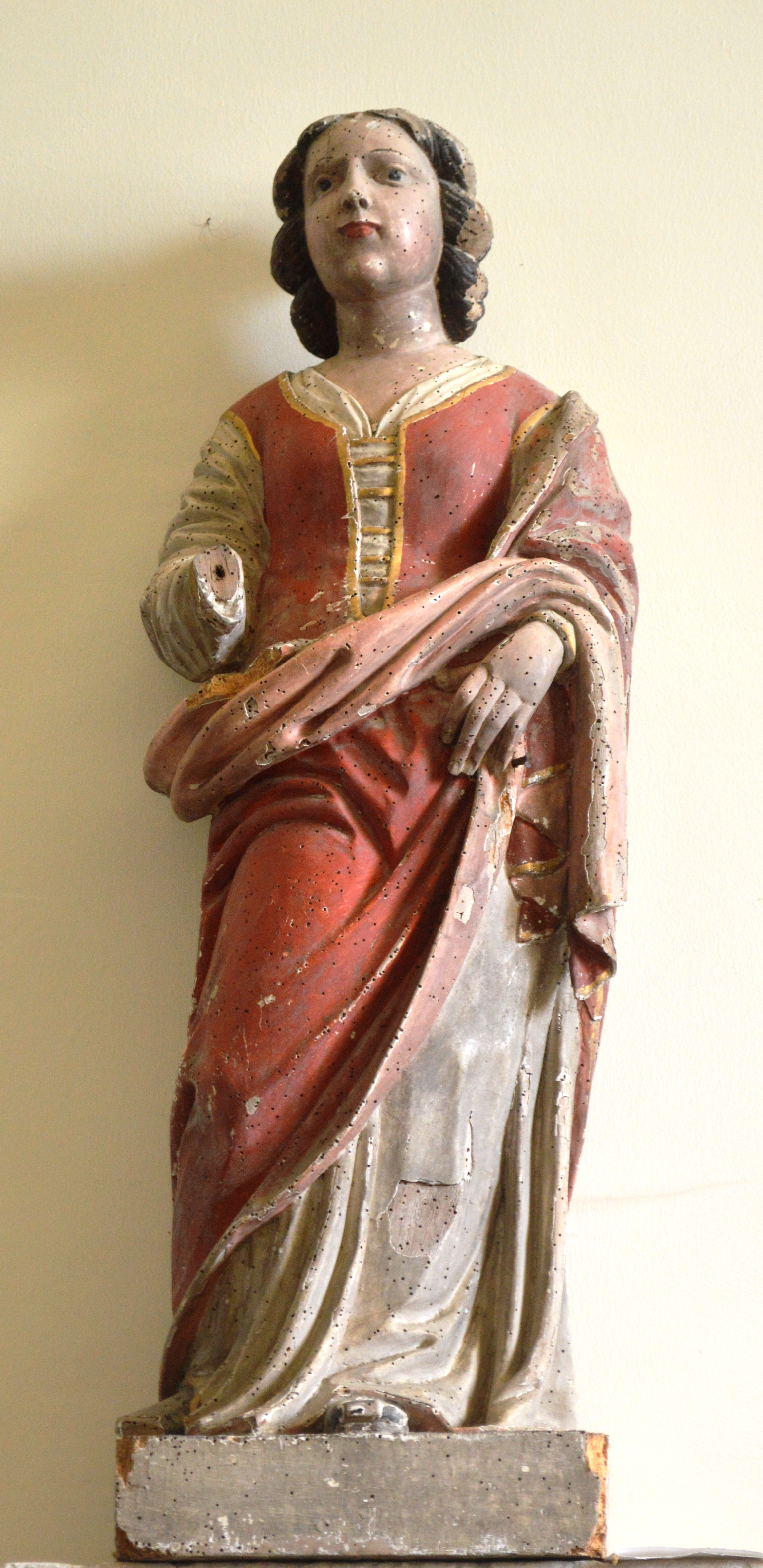
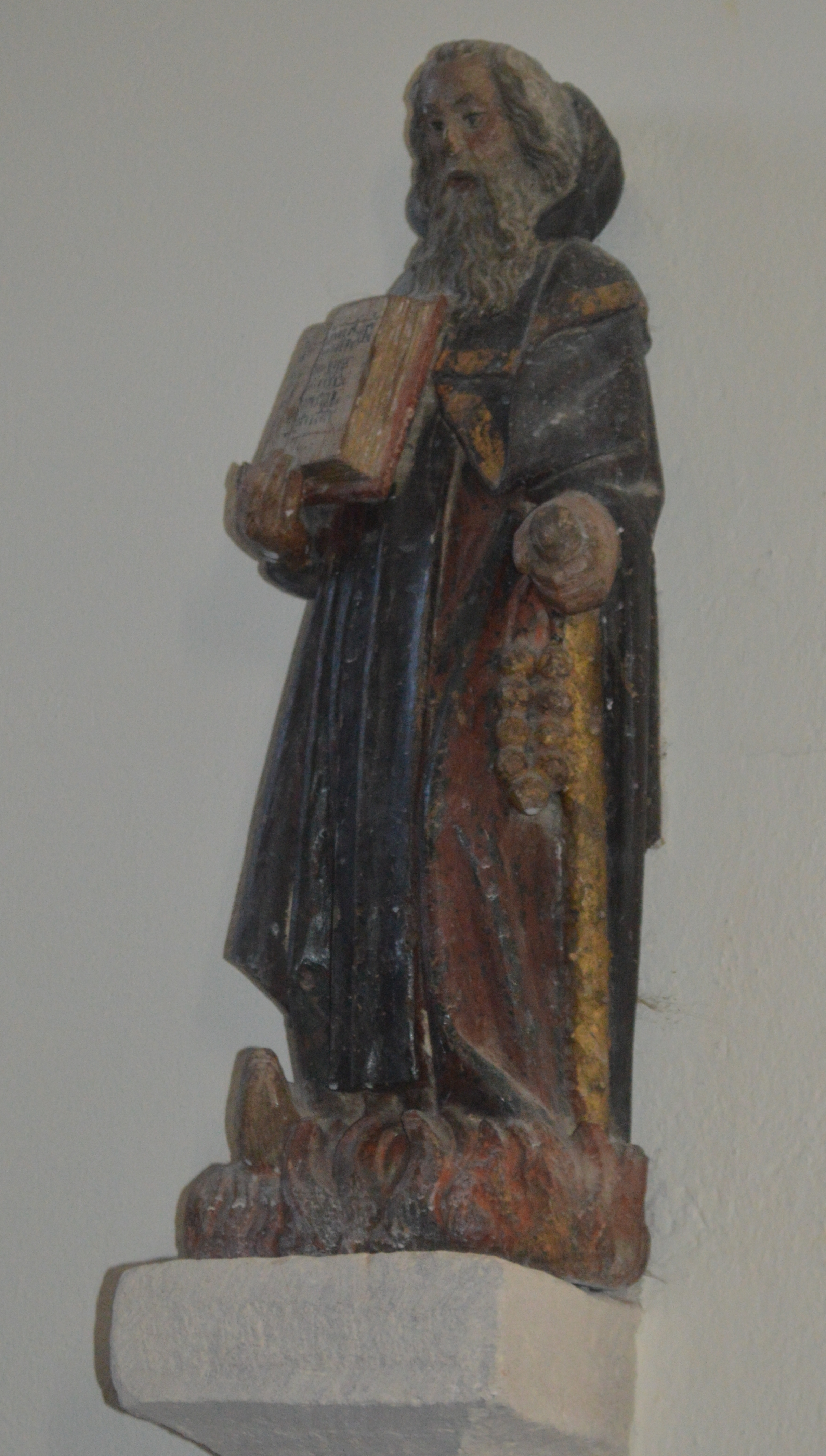
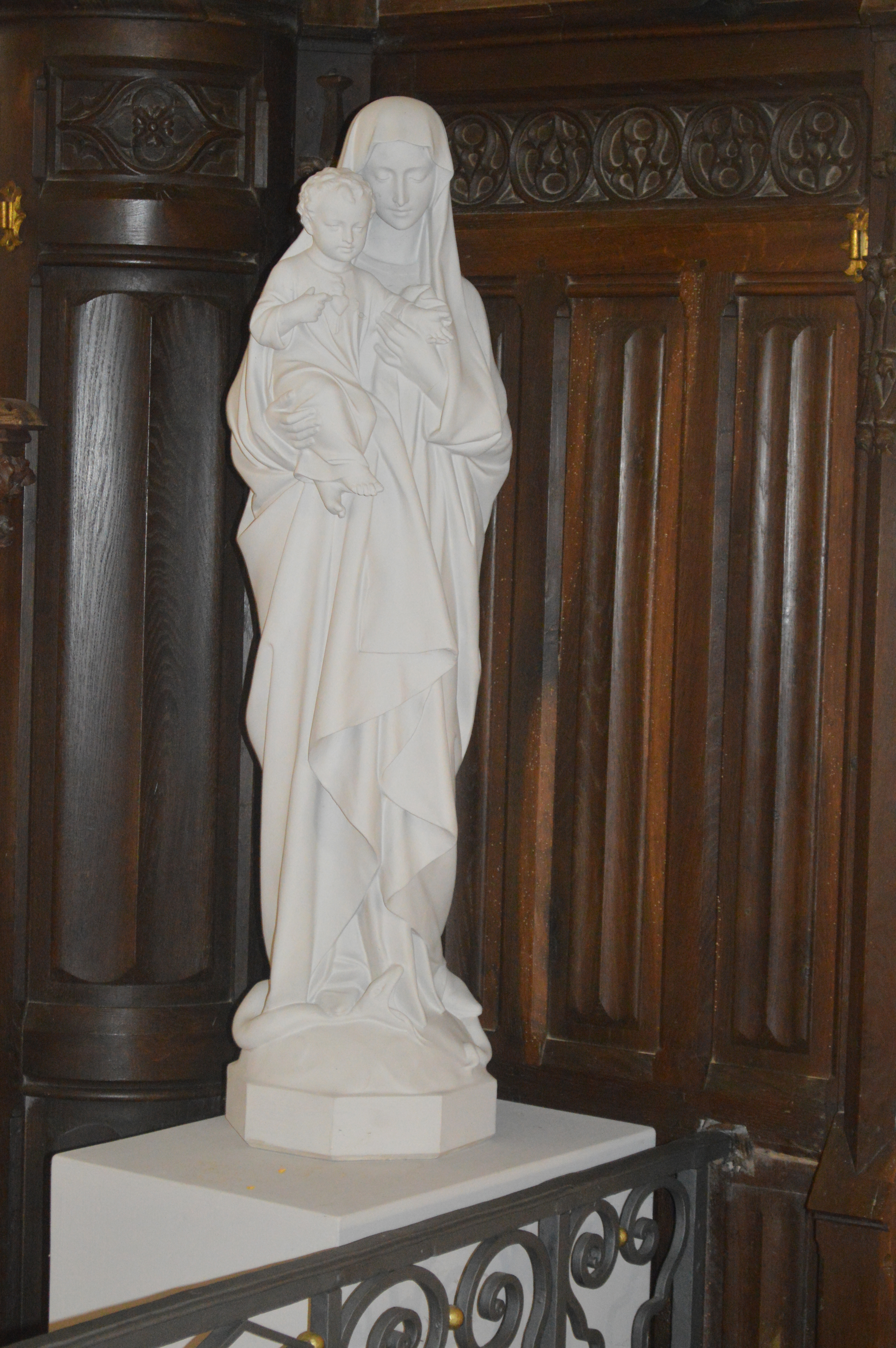
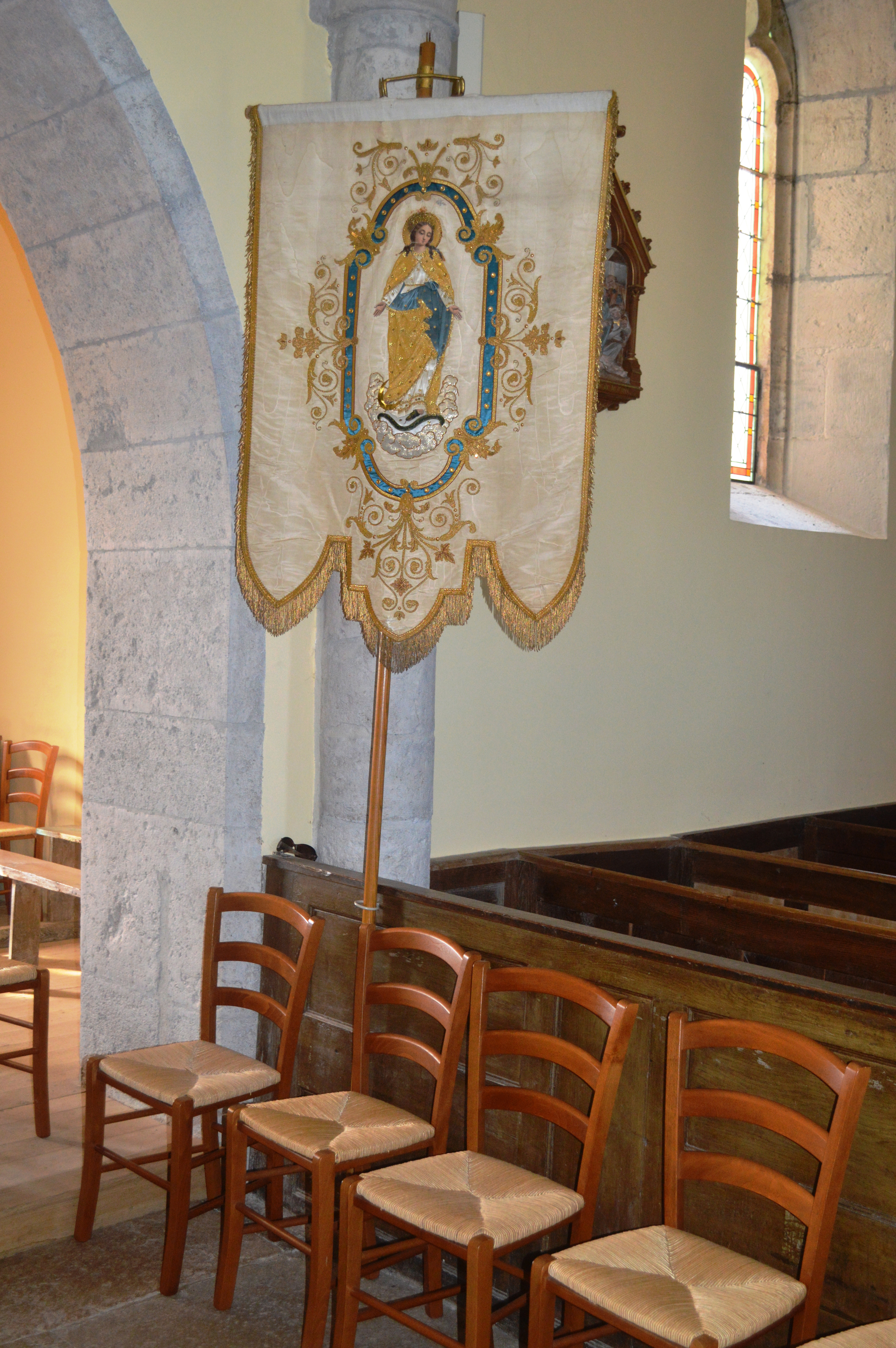
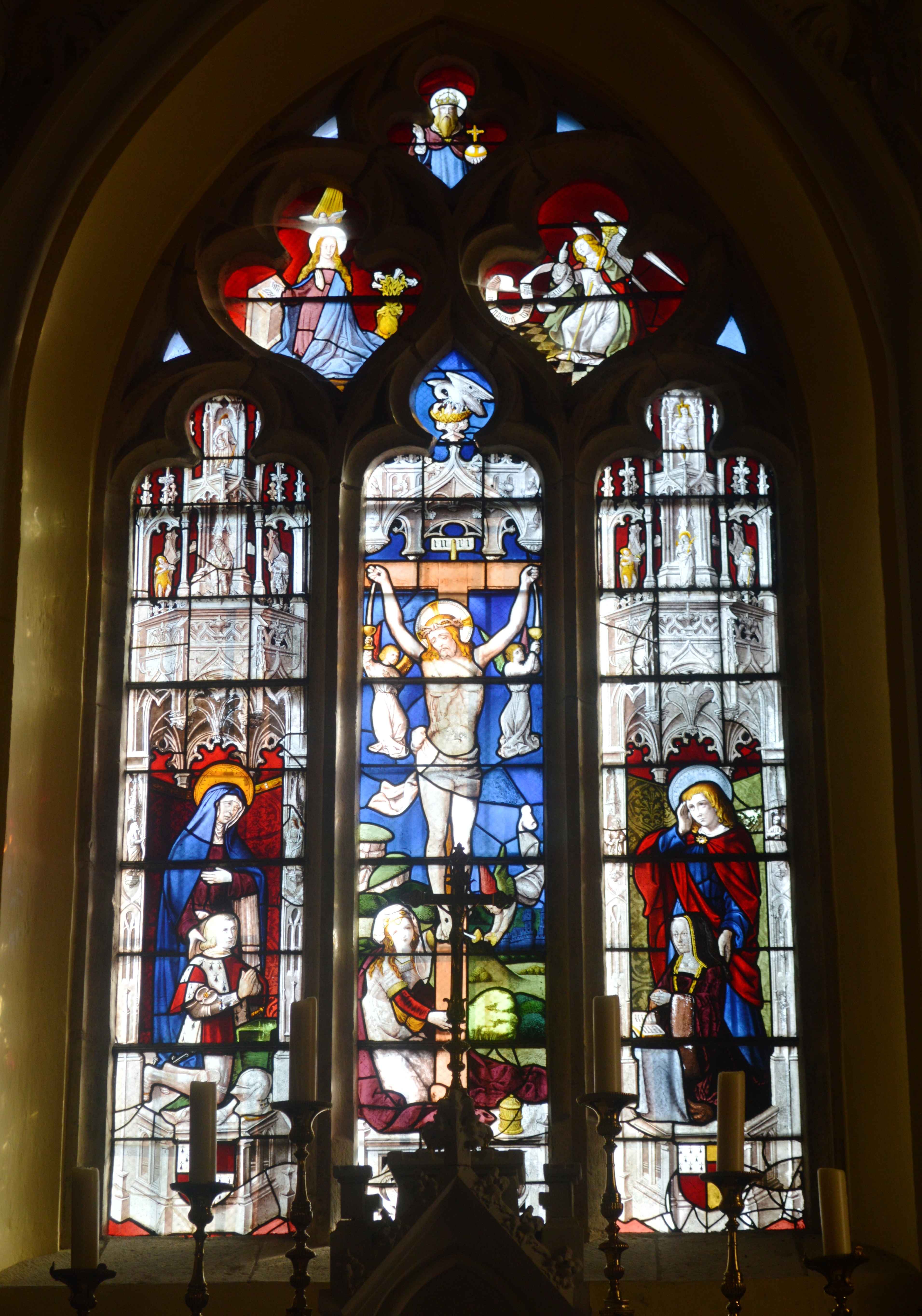
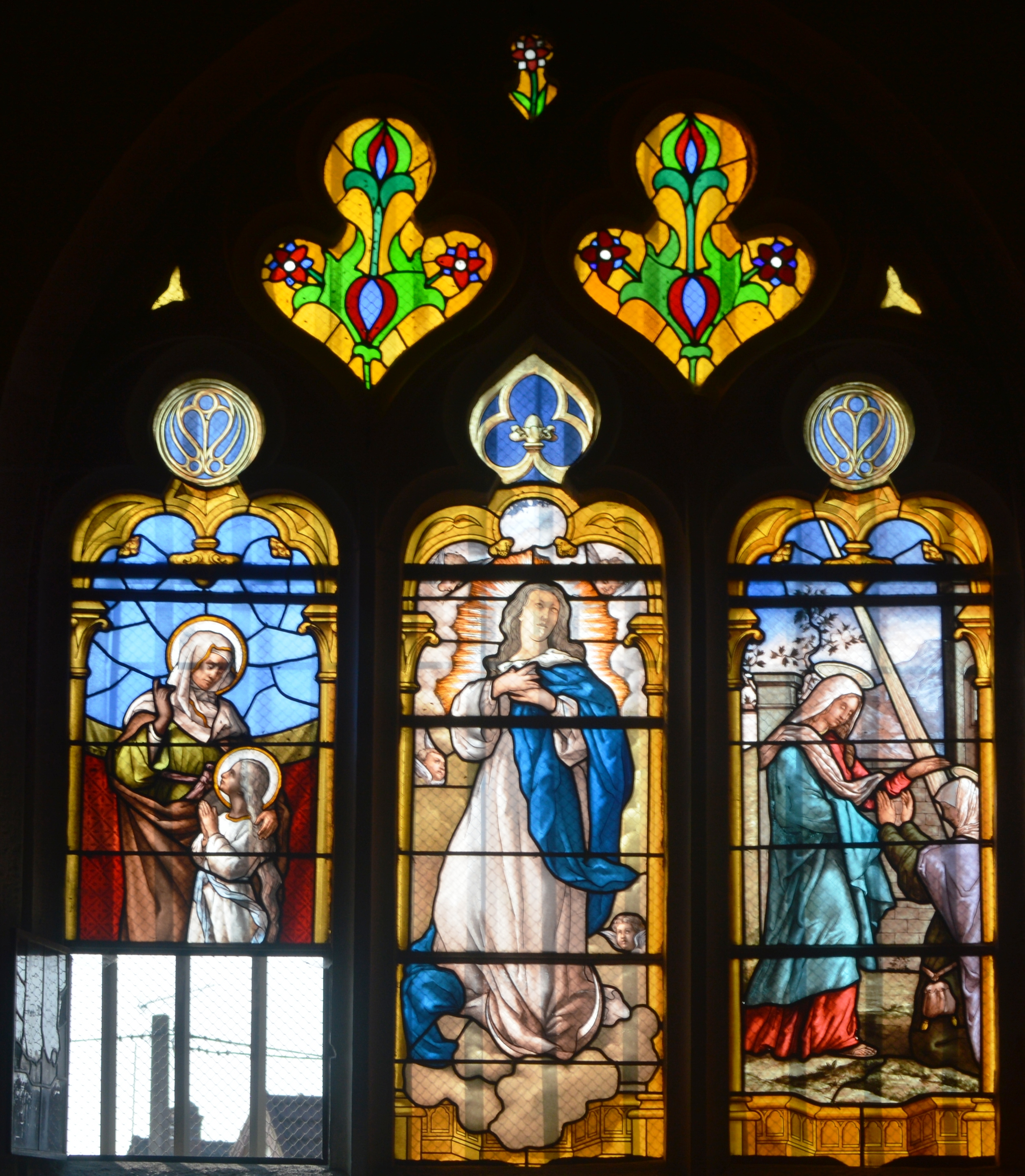
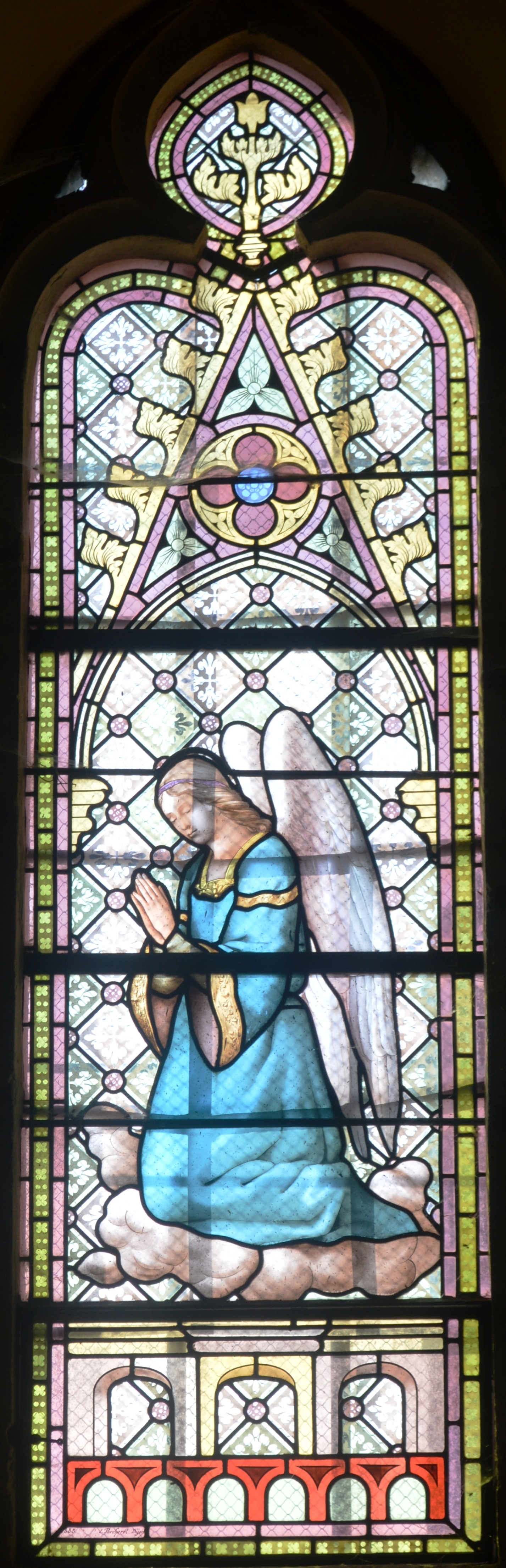
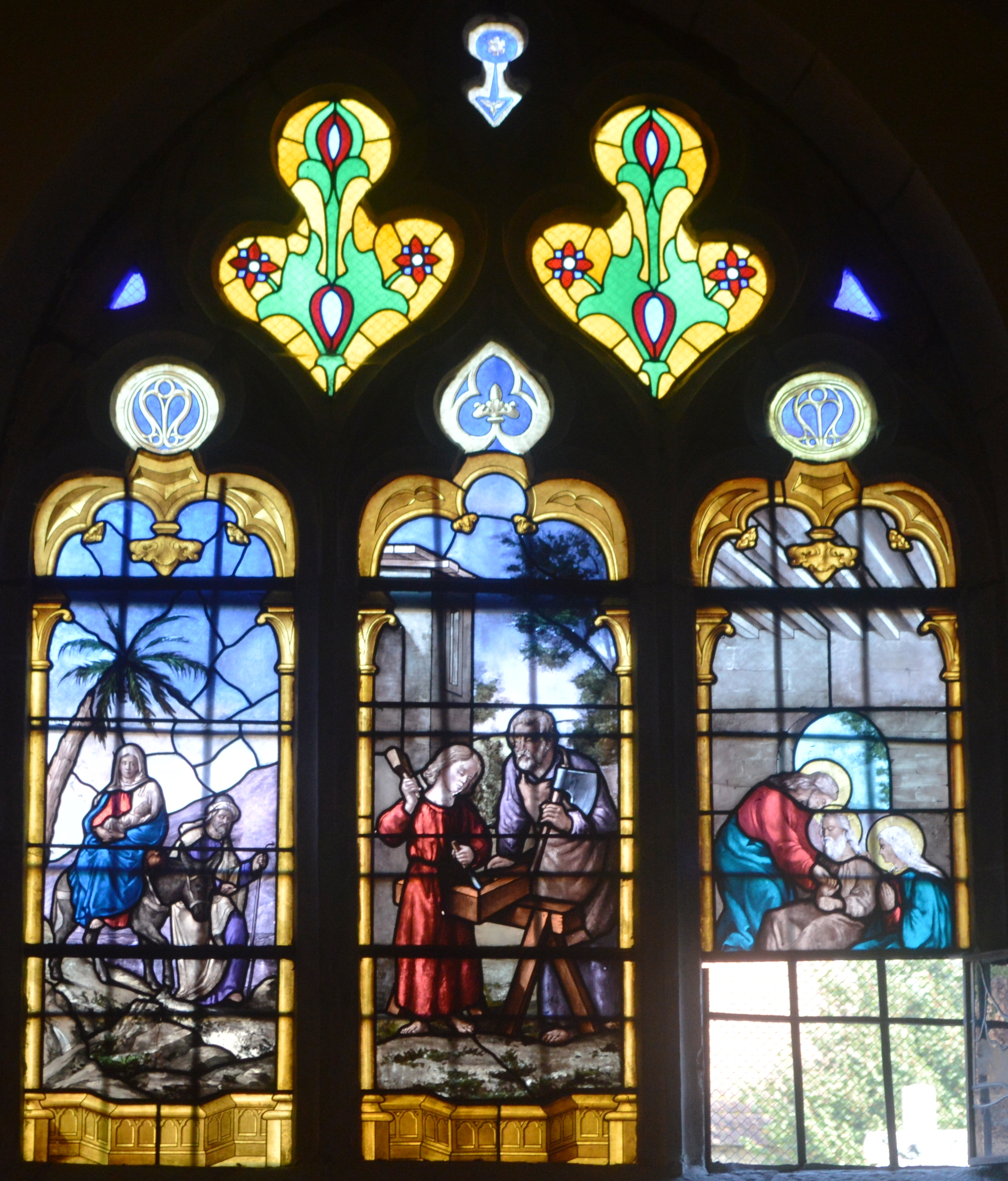